# Gertruda Babenberška
Gertruda Babenberška (češko Gertruda Babenberská) je bila po poroki z vojvodom Vladislavom II. od leta 1140 do svoje smrti vojvodinja žena Češke, * okoli 1118, † 8. april 1150, Praga, Vojvodina Češka.

## Življenje
Gertruda je bila hčerka mejnega grofa Leopolda III. Avstrijskega in njegove druge žene Agneze Waiblinške. Po očetovi smrti je avstrijsko mejno grofijo nasledil Gertrudin brat Leopold IV. Bavarski in se leta 1138 poročil s  přemyslidsko princeso Marijo, sestrično Gertrudinega bodočega moža.
Gertruda se je leta 1140 poročila z Vladislavom II., najstarejšim sinom pokojnega češkega vojvode Vladislava I. Njen mož je med vladavino svojega strica, vojvode Soběslava I., zapustil Češko, a ga je lokalno plemstvo po Soběslavovi smrti odpoklicalo. 
Po materi je bila Gertruda polsestra nemškega kralja Konrada III., zato je bila poroka z njo za Vladislava dobra naložba. Ko je Prago leta 1142 oblegal Vladislavov bratranec  Konrad II. Znojmski, je Gertruda s pomočjo svojega svaka Děpolda uspešno branila Praški grad, medtem ko je Vladislav iskal pomoč pri kralju Konradu III.
Gertruda je s svojim možem sodelovala pri ustanavljanju novih cerkvenih ustanov in vabljenju tujih cerkvenih redov. Umrla je leta 1150 v svoji rezidenci v Pragi.

## Otroci
- Bedřih (Friderik, umrl 1189), češki vojvoda,
- Richeza, poročena z Jaroslavom II. Kijevskim,
- Svatopluk, poročen z Odolo, hčerko ogrskega kralja Géze II.,
- Adalbert (Vojtěch) III., salzburški nadškof,
- Agnežka (umrla 1228), opatinja samostana sv. Jurija na Praškem gradu.

## Vir
- Josef Žemlička. Čechy v době knížecí 1034–1198. Praga: NLN, 2002. str. 660. ISBN 80-7106-196-4.

| Gertruda Babenberška BabenberžaniRojen: okoli 1118 Umrl: 8. april 1150 |                                 |                               |
| Nazivi za člane kraljevske družine                                     |                                 |                               |
| Predhodnik: Adelajda Ogrska                                            | Vojvodinja žena Češke 1140–1150 | Naslednik: Judita Turingijska |